# پولاک (فیلم)
پولاک (به انگلیسی: Pollock) فیلمی زندگینامه‌ای به کارگردانی اد هریس است که داستان زندگی نقاش آمریکایی جکسون پولاک را روایت می‌کند.